# Proseč (Březina)
Proseč (deutsch Pros, früher Prosetsch) ist eine Ortslage der Gemeinde Březina in Tschechien. Sie liegt 15 Kilometer nordöstlich des Stadtzentrums von Brno und gehört zum Okres Brno-venkov.

## Geographie
Proseč befindet sich im Süden des Drahaner Berglandes. Das von Wäldern umgebene Dorf liegt in der Quellmulde des Baches Ochozský potok und bildet mit Březina ein geschlossenes Siedlungsgebiet. Westlich von Proseč befindet sich das Landschaftsschutzgebiet Moravský kras, östlich erstreckt sich der Naturpark Říčky. Südlich erhebt sich die Skalka (478 m), im Südwesten die Baba (496 m) und westlich die Vysoká (492 m). Knapp zwei Kilometer östlich befindet sich bei der Hüttensiedlung Lhotky die Wüstung Lhota.
Nachbarorte sind Křtiny im Norden, Bukovina, Lhotky und Bukovinka im Nordosten, Říčky und Račice im Osten, Nový Dvůr und Lhotky im Südosten, Ochoz u Brna und Obce im Süden, Březina und Kanice im Südwesten, Babice nad Svitavou im Westen sowie Habrůvka im Nordwesten.

## Geschichte
Die erste schriftliche Erwähnung von Prossyeczye erfolgte im Jahre 1395 als Sulek genannt Němec de Prossyeczye das Dorf Obřany an die Kartause Královo Pole (Königsfeld) verkaufte. Nach den Herren de Prossyeczye folgte das Prämonstratenserkloster Zábrdovice als Besitzer von Proseč. Das Kloster unterhielt in der Ortsmitte einen Hof und die Schenke Beim Polaken. Das älteste Ortssiegel stammt aus dem 17. Jahrhundert, es weist jedoch keine Jahreszahl auf. 1746 wurde südöstlich von Proseč durch die Herrschaft Pozořice der Schafhof Nový Dvůr angelegt. Im selben Jahre legte die Pozořicer Herrschaft noch einen weiteren Wirtschaftshof Nový Dvůr an, dieser befand sich auf dem Fluren des wüsten Dorfes Lhota und wurde später als Lhotky bezeichnet. In Lhotky entstanden später der Jägerhaus und Hegerhaus, 1842 kam noch eine Unterkunft für Forstarbeiter hinzu.
Nach der Aufhebung der Patrimonialherrschaften bildete Proseč ab 1850 mit der Einschicht Nový Dvůr eine Gemeinde in der Bezirkshauptmannschaft Brünn. Nový Dvůr wurde im Jahre 1890 nach Ochoz u Brna umgemeindet. Am 24. April 1901 brach in Proseč ein Großbrand aus. Dieser breitete sich über schindel- und strohgedeckten Häuser rasch aus und vernichtete elf Häuser. Das Feuer griff auch auf Březina über, wo 26 Häuser des Dorfes zerstört wurden. 1891 wurde der Glockenturm am Dorfplatz zu einer Kapelle erweitert. Seit 1921 gehörte die Gemeinde zum Okres Brno-venkov. In den letzten Tagen des Zweiten Weltkrieges fand am 1. Mai 1945 in der Gegend ein Gefecht zwischen einer Vorhut der Roten Armee und der auf dem Rückzug befindlichen Wehrmacht statt. Am 7. Dezember 1950 wurde Proseč mit Březina zu einer Gemeinde Březina zusammengeschlossen und zugleich dem Okres Blansko zugeordnet. Die Kapelle wurde 1976 abgerissen. Seit Beginn des Jahres 2007 gehört das Dorf wieder zum Okres Brno-venkov. Gepfarrt ist Ochoz u Brna zur Kirche der Jungfrau Maria in Křtiny.

## Sehenswürdigkeiten
- Karsthöhle Malý lesík, südwestlich im Tal des Ochozský potok